# Lovina Beach
Lovina Beach är stränder i Indonesien.   De ligger i provinsen Provinsi Bali, i den sydvästra delen av landet, 900 km öster om huvudstaden Jakarta.